# Carlton (Georgie)
Carlton je město v Madison County, v Georgii, ve Spojených státech amerických. V roce 2011 žilo ve městě 1406 obyvatel.

## Demografie
Podle sčítání lidí v roce 2000 žilo ve městě 233 obyvatel, 100 domácností a 65 rodin. V roce 2011 žilo ve městě 124 mužů (47,7%), a 137 žen (52,3%). Průměrný věk obyvatele je 49 let.